# Gagnoa (departement)
Gagnoa är ett departement i Elfenbenskusten. Det ligger i regionen Gôh, i den södra delen av landet, 110 km sydväst om huvudstaden Yamoussoukro.